# 呂号第四十七潜水艦
|          |                                                                         |
| 艦歴     |                                                                         |
| 計画     | 昭和17年度計画（マル急計画）                                            |
| 起工     | 1942年12月28日                                                          |
| 進水     | 1943年8月20日                                                           |
| 就役     | 1944年1月31日                                                           |
| その後   | 1944年9月26日ヘッジホック、爆雷攻撃により沈没                           |
| 亡失認定 | 1944年11月2日                                                           |
| 除籍     | 1945年3月10日                                                           |
| 性能諸元 |                                                                         |
| 排水量   | 基準：960トン 常備：1,109トン 水中：1,447トン                           |
| 全長     | 80.50m                                                                  |
| 全幅     | 7.05m                                                                   |
| 吃水     | 4.07m                                                                   |
| 機関     | 艦本式22号10型ディーゼル2基 電動機、2軸 水上：4,200馬力 水中：1,200馬力 |
| 電池     | 1号15型240コ                                                            |
| 速力     | 水上：19.8kt 水中：8.0kt                                                |
| 航続距離 | 水上：16ktで5,000海里 水中：5ktで45海里                                 |
| 燃料     | 重油                                                                    |
| 乗員     | 61名                                                                    |
| 兵装     | 40口径8cm高角砲1門 25mm機銃連装1基2挺 53cm魚雷発射管 艦首4門 魚雷10本   |
| 備考     | 安全潜航深度：80m                                                       |

呂号第四十七潜水艦（ろごうだいよんじゅうななせんすいかん）は、日本海軍の潜水艦。呂三十五型潜水艦（中型）の13番艦。

## 艦歴
1942年（昭和17年）の昭和17年度計画（マル急計画）により、1942年12月28日、三菱重工業神戸造船所で起工。1943年（昭和18年）8月20日進水。1944年（昭和19年）1月31日に竣工し、二等潜水艦に類別。同日、舞鶴鎮守府籍となり、訓練部隊である第六艦隊第11潜水戦隊に編入された。
3月27日、パラオへ空襲に向かう米第58任務部隊（司令官：マーク・ミッチャー中将）を迎撃するため、呂47は呉を出港。4月13日、呉に到着。5月14日、第34潜水隊に編入。
6月14日、呂47は横須賀を出港し、サイパン周辺海域に進出して哨戒。7月16日、舞鶴に到着。整備の後、呉に移動した。
9月17日、呂46は呉を出港し、アンガウルの戦いに向かう米輸送船団を迎撃するためにパラオ南方沖に進出。24日、ペリリューの戦いの米軍の増援を阻止するためにパラオ東方沖へ急行するよう命ぜられるが、この時に命令を受け取った反応を最後に消息不明。
アメリカ側記録によると、26日、パラオ北東沖でペリリューからグアムに向かっていた米護衛駆逐艦マッコイ・レイノルズ(USS McCoy Reynolds, DE-440)が8400mの距離で船をレーダー探知。発光信号で応答を求めたところ、レーダーから反応が消えた。その後、マッコイ・レイノルズは2300mの距離で潜航中の潜水艦をソナー探知。0218にヘッジホッグ24発を投下したが、効果はなかった。その後マッコイ・レイノルズは爆雷とヘッジホッグによる攻撃を6回行った。6回目の攻撃の後の0615、海中で大爆発音を聴取した。それからまもなく、重油と潜水艦のものと思われる木製甲板の破片が浮かび上がるのを確認した。これが呂47の最期の瞬間であり、艦長の石川長男大尉以下乗員76名全員戦死。沈没地点はパラオ北東沖、北緯09度19分 東経136度44分 / 北緯9.317度 東経136.733度。
11月2日、パラオ付近で亡失と認定され、1945年（昭和20年）3月10日に除籍された。

## 歴代艦長

### 艤装員長
- 不詳

### 艦長
- 西内正一 少佐：1944年1月31日 - 8月1日[5]
- 石川長男 大尉：1944年8月1日 - 9月26日戦死[5]